# Kożuchów (powiat białobrzeski)
Kożuchów – wieś w Polsce położona w województwie mazowieckim, w powiecie białobrzeskim, w gminie Wyśmierzyce.
| SIMC    | Nazwa            | Rodzaj    |
| ------- | ---------------- | --------- |
| 0642052 | Kolonia Kożuchów | część wsi |
| 0642069 | Mikołajówka      | część wsi |

Wieś szlachecka Kożuchowo położona była w drugiej połowie XVI wieku w powiecie wareckim ziemi czerskiej województwa mazowieckiego. W latach 1975–1998 miejscowość należała administracyjnie do województwa radomskiego.
Wierni Kościoła rzymskokatolickiego podzieleni są między dwie parafie św. Teresy z Ávili w Wyśmierzycach oraz Zwiastowania NMP w Jasionnej.